# Cryptocoryne hudoroi
Cryptocoryne hudoroi är en kallaväxtart som beskrevs av Josef Bogner och Niels Henning Günther Jacobsen. Cryptocoryne hudoroi ingår i släktet Cryptocoryne och familjen kallaväxter. Inga underarter finns listade.